# Un briciolo di allegria
Un briciolo di allegria è un singolo dei cantanti italiani Blanco e Mina, pubblicato il 14 aprile 2023 come secondo estratto dal secondo album in studio di Blanco Innamorato e primo estratto dall'album di Mina Ti amo come un pazzo.

## Storia
Per la realizzazione del brano, scritto da Blanco e Michelangelo, i due cantanti interpreti non si sono mai né visti né parlati:
(Blanco)

## Video musicale
Il video, diretto da Simone Peluso, è stato pubblicato in concomitanza del lancio del singolo sul canale YouTube di Blanco. È stato girato, in bianco e nero, a Villa Augusta ad Ariccia; le atmosfere noir richiamano gli ambienti e le tematiche del film Viale del tramonto. Nel video compare il solo Blanco, la presenza di Mina è evocata da una controfigura che appare solo da lontano e di sfuggita.

## Tracce
Testi e musiche di Riccardo Fabbriconi e Michele Zocca.
1. Un briciolo di allegria – 3:27

## Classifiche

### Classifiche settimanali
| Classifica (2023) | Posizione massima |
| ----------------- | ----------------- |
| Italia            | 1                 |

### Classifiche di fine anno
| Classifica (2023) | Posizione |
| ----------------- | --------- |
| Italia            | 11        |